# Yanmar Diesel Soccer Club 1990-1991
Questa voce raccoglie le informazioni riguardanti lo Yanmar Diesel Soccer Club nelle competizioni ufficiali della stagione 1990-1991.

## Stagione
Al termine della stagione 1990-91 lo Yanmar Diesel ottenne la prima retrocessione della sua storia, piazzandosi al penultimo posto anche a causa dei risultati negativi ottenuti con le altre pretendenti alla salvezza.

## Organigramma societario
Area direttiva
- Presidente: Sadayuki Adachi

Area tecnica
- Allenatore: Daishirō Yoshimura
- Vice allenatore: Yoshiharu Horii

## Rosa
| N. |                     | Ruolo | Calciatore         |
| -- | ------------------- | ----- | ------------------ |
| 1  | Giappone (bandiera) | P     | Kazumi Tsubota     |
| 2  | Giappone (bandiera) | D     | Tomoyuki Kajino    |
| 3  | Giappone (bandiera) | D     | Shunji Kishi       |
| 4  | Giappone (bandiera) | D     | Akihiro Nishimura  |
| 5  | Giappone (bandiera) | C     | Hisanori Shirasawa |
| 6  | Giappone (bandiera) | C     | Hiroshi Soejima    |
| 7  | Brasile (bandiera)  | A     | Sergio             |
| 8  | Giappone (bandiera) | C     | Katsuhiro Kusaki   |
| 9  | Brasile (bandiera)  | A     | Mauro              |
| 10 | Brasile (bandiera)  | C     | Marcos             |
| 12 | Giappone (bandiera) | C     | Keisuke Yokoyama   |
| 15 | Giappone (bandiera) | D     | Koichi Matsushita  |

| N. |                     | Ruolo | Calciatore          |
| -- | ------------------- | ----- | ------------------- |
| 16 | Giappone (bandiera) | A     | Takuji Nishide      |
| 19 | Giappone (bandiera) | A     | Hideki Kutsukake    |
| 20 | Giappone (bandiera) | C     | Satoshi Kajino      |
| 21 | Giappone (bandiera) | P     | Yūji Itō            |
| 22 | Giappone (bandiera) | D     | Shoji Itani         |
| 23 | Giappone (bandiera) | D     | Rikiya Kawamae      |
| 25 | Giappone (bandiera) | D     | Yasuhiro Yamada     |
| 26 | Giappone (bandiera) | C     | Takashi Yamahashi   |
| 27 | Giappone (bandiera) | C     | Hiroaki Morishima   |
| 28 | Giappone (bandiera) | C     | Katsuhiro Minamoto  |
| 31 | Giappone (bandiera) | P     | Mitsuhiro Nagao     |
|    | Giappone (bandiera) | A     | Kazuhito Nigorisawa |

## Statistiche

### Statistiche di squadra
| Competizione          | Punti | Totale | Totale | Totale | Totale | Totale | Totale | DR  |
| Competizione          | Punti | G      | V      | N      | P      | Gf     | Gs     | DR  |
| --------------------- | ----- | ------ | ------ | ------ | ------ | ------ | ------ | --- |
| JSL Division 1        | 20    | 20     | 5      | 5      | 12     | 13     | 31     | -18 |
| Konica Cup            | -     | 6      | 2      | 0      | 4      | 4      | 5      | -1  |
| JSL Cup               | -     | 2      | 1      | 0      | 1      | 1      | 2      | -1  |
| Coppa dell'Imperatore | -     | 1      | 0      | 0      | 1      | 0      | 3      | -3  |
| Totale                | -     | 29     | 8      | 5      | 18     | 18     | 41     | -23 |